# Persone di nome Samuele
| Questa pagina contiene informazioni ricavate automaticamente dalle voci biografiche con l'ausilio del template Bio e di un bot. L'aggiornamento è periodico e automatico e ricostruisce completamente la pagina. Se manca una persona in questa lista, sei pregato di non aggiungerla, ma accertati piuttosto che la sua voce biografica contenga il template Bio e che i dati anagrafici siano correttamente compilati. Se il template Bio manca, inseriscilo tu stesso o, in alternativa, metti l'avviso {{tmp\|Bio}} che ne segnala la mancanza. Se i dati riportati sono sbagliati, correggi direttamente la voce biografica; le modifiche saranno visibili in questa lista entro pochi giorni. Per chiarimenti vedi il progetto antroponimi. La lista contiene solo le 62 persone che sono citate nell'enciclopedia e per le quali è stato implementato correttamente il template Bio. Pagina aggiornata al 6 giu 2025. |

Questa è una lista di persone presenti nell'enciclopedia che hanno il nome Samuele, suddivise per attività principale.

## Allenatori di calcio(1)
- Samuele Olivi, allenatore di calcio e ex calciatore italiano (Cesena, n. 1980)

## Allenatori di pallavolo(1)
- Samuele Papi, allenatore di pallavolo e ex pallavolista italiano (Ancona, n. 1973)

## Arcivescovi cattolici(1)
- Samuele Sangalli, arcivescovo cattolico italiano (Lecco, n. 1967)

## Arcivescovi ortodossi(2)
- Samuele di Costantinopoli, arcivescovo ortodosso greco (Istanbul, n. 1700 - Heybeliada, † 1775)
- Samuele di Alessandria, arcivescovo ortodosso greco (Chio, n. 1661 - † 1723)

## Atleti paralimpici(1)
- Samuele Gobbi, atleta paralimpico italiano (Dolo, n. 1979)

## Attori(2)
- Samuele Sbrighi, attore e regista italiano (Santarcangelo di Romagna, n. 1975)
- Samuele Segreto, attore e ballerino italiano (Palermo, n. 2004)

## Banchieri(1)
- Samuele Abarbanel, banchiere e mecenate portoghese (Lisbona, n. 1473 - Ferrara, † 1547)

## Bobbisti(1)
- Samuele Romanini, bobbista italiano (San Secondo Parmense, n. 1976)

## Calciatori(10)
- Samuele Birindelli, calciatore italiano (Pisa, n. 1999)
- Samuele Campo, calciatore svizzero (Basilea, n. 1995)
- Samuele Dalla Bona, ex calciatore italiano (San Donà di Piave, n. 1981)
- Samuele Damiani, calciatore italiano (Poggibonsi, n. 1998)
- Samuele Longo, calciatore italiano (Valdobbiadene, n. 1992)
- Samuele Mulattieri, calciatore italiano (La Spezia, n. 2000)
- Samuele Perisan, calciatore italiano (San Vito al Tagliamento, n. 1997)
- Samuele Ricci, calciatore italiano (Pontedera, n. 2001)
- Samuele Vignato, calciatore italiano (Negrar, n. 2004)
- Samuele Zannoni, calciatore sammarinese (San Marino, n. 2002)

## Canoisti(1)
- Samuele Burgo, canoista italiano (Siracusa, n. 1998)

## Cantautori(2)
- Samuele Bersani, cantautore italiano (Rimini, n. 1970)
- Sam Paglia, cantautore, compositore e organista italiano (Cesenatico, n. 1971)

## Cestisti(2)
- Samuele Miccoli, cestista italiano (Chieti, n. 2006)
- Samuele Podestà, ex cestista italiano (Sestri Levante, n. 1976)

## Ciclisti su strada(4)
- Samuele Battistella, ciclista su strada italiano (Castelfranco Veneto, n. 1998)
- Samuele Rivi, ex ciclista su strada italiano (Trento, n. 1998)
- Samuele Schiavina, ciclista su strada italiano (Ferrara, n. 1971 - Bologna, † 2016)
- Samuele Zoccarato, ciclista su strada italiano (San Giorgio delle Pertiche, n. 1998)

## Criminali(1)
- Samuele Stochino, criminale e militare italiano (Arzana, n. 1895 - Ulassai, † 1928)

## Dirigenti d'azienda(1)
- Samuele Della Vida, dirigente d'azienda, imprenditore e banchiere italiano (Ferrara, n. 1788 - Venezia, † 1879)

## Generali(1)
- Ranieri Cupini, generale e aviatore italiano (Lucca, n. 1904 - Roma, † 1983)

## Giocatori di beach volley(1)
- Samuele Cottafava, giocatore di beach volley italiano (Modena, n. 1998)

## Giuristi(1)
- Samuele Vital, giurista italiano

## Hockeisti su pista(1)
- Samuele Muglia, hockeista su pista italiano (Massarosa, n. 1992)

## Imprenditori(2)
- Samuele Alatri, imprenditore, patriota e politico italiano (Roma, n. 1805 - Roma, † 1889)
- Samuele Zopfi, imprenditore svizzero (Schwanden, n. 1828 - Redona, † 1888)

## Incisori(1)
- Samuele Jesi, incisore italiano (Correggio, n. 1788 - Firenze, † 1853)

## Missionari(1)
- Samuele Mazzuchelli, missionario italiano (Milano, n. 1806 - Benton, † 1864)

## Modelli(1)
- Samuele Riva, modello italiano (Milano, n. 1981)

## Nuotatori(1)
- Samuele Pampana, ex nuotatore italiano (Collesalvetti, n. 1976)

## Pallanuotisti(1)
- Samuele Avallone, pallanuotista italiano (Genova, n. 1986)

## Pallavolisti(1)
- Samuele Montagna, pallavolista italiano (Cuneo, n. 1989)

## Pittori(2)
- Samuele Gabai, pittore e incisore svizzero (Ligornetto, n. 1949)
- Samuele da Tradate, pittore italiano (Tradate - Roma, † 1466)

## Poeti(1)
- Samuele Biava, poeta italiano (Vercurago, n. 1792 - Bergamo, † 1870)

## Politici(3)
- Samuele Andreucci, politico italiano (Cesena, n. 1916 - Cesena, † 1979)
- Samuele Bertinelli, politico italiano (Pistoia, n. 1976)
- Samuele Segoni, politico e geologo italiano (Montevarchi, n. 1978)

## Poliziotti(1)
- Samuele Donatoni, poliziotto italiano (Canaro, n. 1965 - Riofreddo, † 1997)

## Presbiteri(2)
- Samuele Marzorati, presbitero italiano (Varese, n. 1670 - Gondar, † 1716)
- Samuele Pinna, presbitero, teologo e scrittore italiano (Castellanza, n. 1980)

## Rabbini(1)
- Samuele Aboab, rabbino italiano (Venezia, n. 1610 - Venezia, † 1694)

## Rugbisti a 15(1)
- Samuele Pace, ex rugbista a 15 e allenatore di rugby a 15 italiano (Ponte dell'Olio, n. 1980)

## Sacerdoti(1)
- Samuele, sacerdote israelita

## Sovrani(2)
- Samuele di Bulgaria, sovrano bulgaro (Prilep, † 1014)
- Samuele Aba d'Ungheria, sovrano ungherese († 1044)

## Storici(1)
- Samuele Romanin, storico italiano (Trieste, n. 1808 - Venezia, † 1861)

## Tenori(1)
- Samuele Simoncini, tenore italiano (Siena, n. 1984)

## Teologi(1)
- Samuele Bacchiocchi, teologo italiano (Roma, n. 1938 - Berrien Springs, † 2008)

## Velocisti(1)
- Samuele Ceccarelli, velocista italiano (Massa, n. 2000)

## Vescovi(1)
- Samuele I, vescovo e santo georgiano